# Guotelejaure
Guotelejaure är en sjö i Krokoms kommun i Jämtland och ingår i Indalsälvens huvudavrinningsområde. Sjön har en area på 2,53 kvadratkilometer och ligger 805,1 meter över havet. Sjön avvattnas av vattendraget Guotelesjaureån. Vid provfiske har röding och öring fångats i sjön.

## Delavrinningsområde
Guotelejaure ingår i det delavrinningsområde (710747-138492) som SMHI kallar för Utloppet av Guotelejaure. Medelhöjden är 863 meter över havet och ytan är 13,01 kvadratkilometer. Det finns inga avrinningsområden uppströms utan avrinningsområdet är högsta punkten. Guotelesjaureån som avvattnar avrinningsområdet har biflödesordning 4, vilket innebär att vattnet flödar genom totalt 4 vattendrag innan det når havet efter 334 kilometer. Avrinningsområdet består mestadels av kalfjäll (81 procent). Avrinningsområdet har 2,53 kvadratkilometer vattenytor vilket ger det en sjöprocent på 19,4 procent.